# Polinomios de Zernike

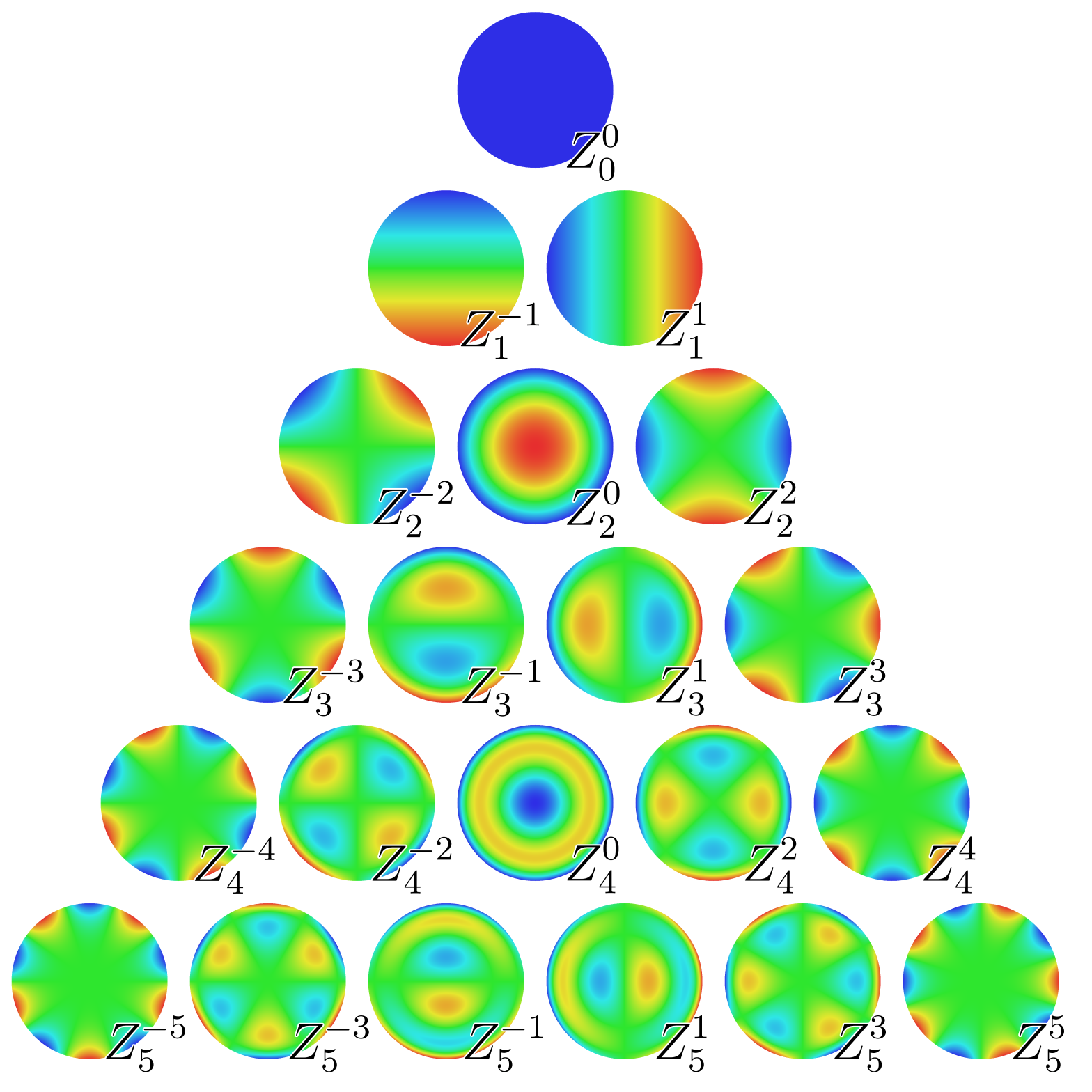
Los primeros 21 polinomios de Zernike, ordenados verticalmente por grado radial y horizontalmente por grado azimutal

En matemáticas, los polinomios de Zernike son una secuencia de polinomios que son ortogonales en el disco unidad. Fueron nombrados en honor del físico óptico Frits Zernike, ganador del Premio Nobel de física en 1953 e inventor del microscopio de contraste de fases. Estos polinomios juegan un papel importante en la modelización del comportamiento de haces de luz en un sistema óptico.

## Definiciones
Los polinomios de Zernike se distinguen en función de su paridad. Los términos pares se definen como:
{\displaystyle Z_{n}^{m}(\rho ,\varphi )=R_{n}^{m}(\rho )\,\cos(m\,\varphi )\!}
y los impares como:
{\displaystyle Z_{n}^{-m}(\rho ,\varphi )=R_{n}^{m}(\rho )\,\sin(m\,\varphi ),\!}
donde m y n son números enteros no negativos con n ≥ m, φ es el ángulo acimutal, ρ es la distancia radial {\displaystyle 0\leq \rho \leq 1} y  Rmn son los polinomios radiales definidos a continuación. Los polinomios de Zernike tienen la propiedad de estar limitados a un rango de -1 a +1, es decir, {\displaystyle |Z_{n}^{m}(\rho ,\varphi )|\leq 1}. Los polinomios radiales Rmn se definen como
{\displaystyle R_{n}^{m}(\rho )=\sum _{k=0}^{\tfrac {n-m}{2}}{\frac {(-1)^{k}\,(n-k)!}{k!\left({\tfrac {n+m}{2}}-k\right)!\left({\tfrac {n-m}{2}}-k\right)!}}\;\rho ^{n-2\,k}}
para n-m par, y son idénticamente 0 para n-m impar.

### Otras representaciones
Reescribiendo las relaciones de factoriales en la parte radial como productos de coeficientes binomiales, se demuestra que los coeficientes son números enteros:
{\displaystyle R_{n}^{m}(\rho )=\sum _{k=0}^{\tfrac {n-m}{2}}(-1)^{k}{\binom {n-k}{k}}{\binom {n-2k}{{\tfrac {n-m}{2}}-k}}\rho ^{n-2k}}.
La notación como términos de funciones hipergeométricas 
gaussianas es útil para revelar recurrencias, para demostrar casos especiales de los polinomios de Jacobi, o para reducir ecuaciones diferenciales.
{\displaystyle {\begin{aligned}R_{n}^{m}(\rho )&={\binom {n}{\tfrac {n+m}{2}}}\rho ^{n}\ {}_{2}F_{1}\left(-{\tfrac {n+m}{2}},-{\tfrac {n-m}{2}};-n;\rho ^{-2}\right)\\&=(-1)^{\tfrac {n-m}{2}}{\binom {\tfrac {n+m}{2}}{m}}\rho ^{m}\ {}_{2}F_{1}\left(1+{\tfrac {n+m}{2}},-{\tfrac {n-m}{2}};1+m;\rho ^{2}\right)\end{aligned}}}
para n-m par.
El factor {\displaystyle \rho ^{n-2k}} en el polinomio radial {\displaystyle R_{n}^{m}(\rho )} se puede expandir en una base de Bernstein de {\displaystyle b_{s,n/2}(\rho ^{2})} para {\displaystyle n} par o {\displaystyle \rho } multiplicado por una función de {\displaystyle b_{s,(n-1)/2}(\rho ^{2})} para {\displaystyle n} impar en el rango {\displaystyle \lfloor n/2\rfloor -k\leq s\leq \lfloor n/2\rfloor }. Por lo tanto, el polinomio radial puede expresarse mediante un número finito de polinomios de Bernstein con coeficientes racionales:
{\displaystyle R_{n}^{m}(\rho )={\frac {1}{\binom {\lfloor n/2\rfloor }{\lfloor m/2\rfloor }}}\rho ^{n\mod 2}\sum _{s=\lfloor m/2\rfloor }^{\lfloor n/2\rfloor }(-1)^{\lfloor n/2\rfloor -s}{\binom {s}{\lfloor m/2\rfloor }}{\binom {(n+m)/2}{s+\lceil m/2\rceil }}b_{s,\lfloor n/2\rfloor }(\rho ^{2}).}

### Índices secuenciales de Noll
Las aplicaciones a menudo implican el uso del álgebra lineal, donde las integrales sobre productos de polinomios de Zernike y algún otro factor se pueden organizar como los elementos de una matriz.
Una relación para enumerar las filas y las columnas de estas matrices mediante un solo índice fue introducida por Noll. La transformación convencional de los dos índices n y m en un solo índice j mediante la asociación {\displaystyle Z_{n}^{m}\rightarrow Z_{j}} comienza de la siguiente manera (sucesión A176988 en OEIS)
| n,m | 0,0 | 1,1 | 1,−1 | 2,0 | 2,−2 | 2,2 | 3,−1 | 3,1 | 3,−3 | 3,3 |
| j   | 1   | 2   | 3    | 4   | 5    | 6   | 7    | 8   | 9    | 10  |
| n,m | 4,0 | 4,2 | 4,−2 | 4,4 | 4,−4 | 5,1 | 5,−1 | 5,3 | 5,−3 | 5,5 |
| j   | 11  | 12  | 13   | 14  | 15   | 16  | 17   | 18  | 19   | 20  |

La regla es que para Z par (con la parte azimutal par m, {\displaystyle \cos(m\varphi )}) se obtienen los índices j pares, y para Z impar se obtienen los índices j impares. Dentro de un n dado, los valores más bajos de |m| producen los menores valores de j.

### Índices estándar OSA / ANSI
Los polinomios de Zernike de un solo índice utilizan los coeficientes de la Sociedad Óptica Estadounidense
 y del ANSI:
{\displaystyle j={\frac {n(n+2)+m}{2}}}
| n,m | 0,0  | 1,-1 | 1,1 | 2,-2 | 2,0 | 2,2  | 3,-3 | 3,-1 | 3,1 | 3,3 |
| j   | 0    | 1    | 2   | 3    | 4   | 5    | 6    | 7    | 8   | 9   |
| n,m | 4,-4 | 4,-2 | 4,0 | 4,2  | 4,4 | 5,-5 | 5,-3 | 5,-1 | 5,1 | 5,3 |
| j   | 10   | 11   | 12  | 13   | 14  | 15   | 16   | 17   | 18  | 19  |

### Índices de Fringe / Zemax
Zemax usa el esquema de indexación de Fringe. Los 20 primeros números de Fringe se enumeran a continuación.
| n,m | 0,0  | 1,1 | 1,−1 | 2,0 | 2,2  | 2,-2 | 3,1 | 3,-1 | 4,0 | 3,3  |
| j   | 1    | 2   | 3    | 4   | 5    | 6    | 7   | 8    | 9   | 10   |
| n,m | 3,-3 | 4,2 | 4,−2 | 5,1 | 5,−1 | 6,0  | 4,4 | 4,-4 | 5,3 | 5,-3 |
| j   | 11   | 12  | 13   | 14  | 15   | 16   | 17  | 18   | 19  | 20   |

## Propiedades

### Ortogonalidad
La ortogonalidad en la parte radial se expresa como
{\displaystyle \int _{0}^{1}\rho {\sqrt {2n+2}}R_{n}^{m}(\rho )\,{\sqrt {2n'+2}}R_{n'}^{m}(\rho )\,d\rho =\delta _{n,n'}.}
La ortogonalidad en la parte angular está representada por las integrales elementales
{\displaystyle \int _{0}^{2\pi }\cos(m\varphi )\cos(m'\varphi )\,d\varphi =\epsilon _{m}\pi \delta _{|m|,|m'|},}
{\displaystyle \int _{0}^{2\pi }\sin(m\varphi )\sin(m'\varphi )\,d\varphi =(-1)^{m+m'}\pi \delta _{|m|,|m'|};\quad m\neq 0,}
{\displaystyle \int _{0}^{2\pi }\cos(m\varphi )\sin(m'\varphi )\,d\varphi =0,}
donde {\displaystyle \epsilon _{m}} (a veces llamado factor de Neumann porque aparece con frecuencia junto con las funciones de Bessel) se define como 2 si {\displaystyle m=0} y como 1 si {\displaystyle m\neq 0}. El producto de las partes angulares y radiales establece la ortogonalidad de las funciones de Zernike con respecto a ambos índices si se integra en el disco unidad,
{\displaystyle \int Z_{n}^{m}(\rho ,\varphi )Z_{n'}^{m'}(\rho ,\varphi )\,d^{2}r={\frac {\epsilon _{m}\pi }{2n+2}}\delta _{n,n'}\delta _{m,m'},}
donde {\displaystyle d^{2}r=\rho \,d\rho \,d\varphi } es el jacobiano del sistema de coordenadas circulares, y donde {\displaystyle n-m} y {\displaystyle n'-m'} son pares.
Un valor especial es
{\displaystyle R_{n}^{m}(1)=1,\,}

### Transformada de Zernike
Cualquier campo de fase de valor real suficientemente uniforme sobre el disco de la unidad {\displaystyle G(\rho ,\varphi )} puede representarse en términos de sus coeficientes de Zernike (impar y par), del mismo modo que las funciones periódicas encuentran una representación ortogonal con la serie de Fourier. Siendo
{\displaystyle G(\rho ,\varphi )=\sum _{m,n}\left[a_{m,n}Z_{n}^{m}(\rho ,\varphi )+b_{m,n}Z_{n}^{-m}(\rho ,\varphi )\right],}
los coeficientes se pueden calcular usando productos internos. En el espacio de las funciones de {\displaystyle L^{2}} en el disco de la unidad, existe un producto interno definido por
{\displaystyle \langle F,G\rangle :=\int F(\rho ,\varphi )G(\rho ,\varphi )\rho d\rho d\varphi .}
Los coeficientes de Zernike se pueden expresar de la siguiente manera:
{\displaystyle {\begin{aligned}a_{m,n}&={\frac {2n+2}{\epsilon _{m}\pi }}\left\langle G(\rho ,\varphi ),Z_{n}^{m}(\rho ,\varphi )\right\rangle ,\\b_{m,n}&={\frac {2n+2}{\epsilon _{m}\pi }}\left\langle G(\rho ,\varphi ),Z_{n}^{-m}(\rho ,\varphi )\right\rangle .\end{aligned}}}
Alternativamente, se pueden usar los valores conocidos de la función de fase G en la retícula circular para formar un sistema de ecuaciones. La función de fase se recupera mediante el producto ponderado de coeficiente desconocido con (valores conocidos) del polinomio de Zernike en la retícula del disco unidad. Por lo tanto, los coeficientes también se pueden encontrar resolviendo un sistema lineal, por ejemplo, mediante la inversión de una matriz. Los algoritmos rápidos para calcular la transformación de Zernike directa e inversa utilizan las propiedades de simetría de las funciones trigonométricas, la separabilidad de las partes radiales y acimutales de los polinomios de Zernike y sus simetrías rotacionales.

### Simetrías
La paridad con respecto a la reflexión en el eje x es
{\displaystyle Z_{n}^{m}(\rho ,\varphi )=(-1)^{m}Z_{n}^{m}(\rho ,-\varphi ).}
La paridad con respecto al punto de reflexión en el centro de coordenadas es
{\displaystyle Z_{n}^{m}(\rho ,\varphi )=(-1)^{m}Z_{n}^{m}(\rho ,\varphi +\pi ),}
donde {\displaystyle (-1)^{m}} también podría escribirse {\displaystyle (-1)^{n}} porque {\displaystyle n-m} es par para los valores relevantes que no tienden a cero.
Los polinomios radiales también son pares o impares, según el orden n o m:
{\displaystyle R_{n}^{m}(\rho )=(-1)^{n}R_{n}^{m}(-\rho )=(-1)^{m}R_{n}^{m}(-\rho ).}
La periodicidad de las funciones trigonométricas implica invarianza si se rota por múltiplos de {\displaystyle 2\pi /m} radianes alrededor del centro:
{\displaystyle Z_{n}^{m}\left(\rho ,\varphi +{\tfrac {2\pi k}{m}}\right)=Z_{n}^{m}(\rho ,\varphi ),\qquad k=0,\pm 1,\pm 2,\cdots .}

### Relaciones de recurrencia
Los polinomios de Zernike satisfacen la siguiente relación de recurrencia que no depende ni del grado ni del orden acimutal de los polinomios radiales:
{\displaystyle {\begin{aligned}R_{n}^{m}(\rho )+R_{n-2}^{m}(\rho )=\rho \left[R_{n-1}^{\left|m-1\right|}(\rho )+R_{n-1}^{m+1}(\rho )\right]{\text{ .}}\end{aligned}}}
De la definición de {\displaystyle R_{n}^{m}} se puede ver que {\displaystyle R_{m}^{m}(\rho )=\rho ^{m}} y {\displaystyle R_{m+2}^{m}(\rho )=((m+2)\rho ^{2}-(m+1))\rho ^{m}}. La siguiente relación de recurrencia de tres términos permite calcular todos los demás {\displaystyle R_{n}^{m}(\rho )}:
{\displaystyle R_{n}^{m}(\rho )={\frac {2(n-1)(2n(n-2)\rho ^{2}-m^{2}-n(n-2))R_{n-2}^{m}(\rho )-n(n+m-2)(n-m-2)R_{n-4}^{m}(\rho )}{(n+m)(n-m)(n-2)}}{\text{ .}}}
La relación anterior es especialmente útil, ya que la derivada de {\displaystyle R_{n}^{m}} se puede calcular a partir de dos polinomios de Zernike radiales de grado adyacente:
{\displaystyle {\frac {\operatorname {d} }{\operatorname {d} \!\rho }}R_{n}^{m}(\rho )={\frac {(2nm(\rho ^{2}-1)+(n-m)(m+n(2\rho ^{2}-1)))R_{n}^{m}(\rho )-(n+m)(n-m)R_{n-2}^{m}(\rho )}{2n\rho (\rho ^{2}-1)}}{\text{ .}}}

## Ejemplos

### Polinomios radiales
Los primeros pocos polinomios radiales son:
{\displaystyle R_{0}^{0}(\rho )=1\,}
{\displaystyle R_{1}^{1}(\rho )=\rho \,}
{\displaystyle R_{2}^{0}(\rho )=2\rho ^{2}-1\,}
{\displaystyle R_{2}^{2}(\rho )=\rho ^{2}\,}
{\displaystyle R_{3}^{1}(\rho )=3\rho ^{3}-2\rho \,}
{\displaystyle R_{3}^{3}(\rho )=\rho ^{3}\,}
{\displaystyle R_{4}^{0}(\rho )=6\rho ^{4}-6\rho ^{2}+1\,}
{\displaystyle R_{4}^{2}(\rho )=4\rho ^{4}-3\rho ^{2}\,}
{\displaystyle R_{4}^{4}(\rho )=\rho ^{4}\,}
{\displaystyle R_{5}^{1}(\rho )=10\rho ^{5}-12\rho ^{3}+3\rho \,}
{\displaystyle R_{5}^{3}(\rho )=5\rho ^{5}-4\rho ^{3}\,}
{\displaystyle R_{5}^{5}(\rho )=\rho ^{5}\,}
{\displaystyle R_{6}^{0}(\rho )=20\rho ^{6}-30\rho ^{4}+12\rho ^{2}-1\,}
{\displaystyle R_{6}^{2}(\rho )=15\rho ^{6}-20\rho ^{4}+6\rho ^{2}\,}
{\displaystyle R_{6}^{4}(\rho )=6\rho ^{6}-5\rho ^{4}\,}
{\displaystyle R_{6}^{6}(\rho )=\rho ^{6}.\,}

### Polinomios de Zernike
Se muestran a continuación algunos de los primeros modos de Zernike, con índices OSA/ANSI y e índices únicos de Noll. Están normalizados de tal manera que
{\displaystyle \int _{0}^{2\pi }\int _{0}^{1}Z_{j}^{2}\,\rho \,d\rho \,d\theta =\pi .}
|                            | Índice OSA/ANSI ({\displaystyle j}) | Índice Noll ({\displaystyle j}) | Grado Radial ({\displaystyle n}) | Grado Azimutal ({\displaystyle m}) | {\displaystyle Z_{j}}                                            | Nombre clásico                                     |
| -------------------------- | ----------------------------------- | ------------------------------- | -------------------------------- | ---------------------------------- | ---------------------------------------------------------------- | -------------------------------------------------- |
| {\displaystyle Z_{0}^{0}}  | 0                                   | 1                               | 0                                | 0                                  | {\displaystyle 1}                                                | Pistón (véase distribución semicircular de Wigner) |
| {\displaystyle Z_{1}^{-1}} | 1                                   | 3                               | 1                                | −1                                 | {\displaystyle 2\rho \sin \theta }                               | Inclinación (inclinación Y, inclinación vertical)  |
| {\displaystyle Z_{1}^{1}}  | 2                                   | 2                               | 1                                | +1                                 | {\displaystyle 2\rho \cos \theta }                               | Inclinación horizontal                             |
| {\displaystyle Z_{2}^{-2}} | 3                                   | 5                               | 2                                | −2                                 | {\displaystyle {\sqrt {6}}\rho ^{2}\sin 2\theta }                | Astigmatismo oblicuo                               |
| {\displaystyle Z_{2}^{0}}  | 4                                   | 4                               | 2                                | 0                                  | {\displaystyle {\sqrt {3}}(2\rho ^{2}-1)}                        | Desenfoque (posición longitudinal)                 |
| {\displaystyle Z_{2}^{2}}  | 5                                   | 6                               | 2                                | +2                                 | {\displaystyle {\sqrt {6}}\rho ^{2}\cos 2\theta }                | Astigmatismo vertical                              |
| {\displaystyle Z_{3}^{-3}} | 6                                   | 9                               | 3                                | −3                                 | {\displaystyle {\sqrt {8}}\rho ^{3}\sin 3\theta }                | Lobulado vertical                                  |
| {\displaystyle Z_{3}^{-1}} | 7                                   | 7                               | 3                                | −1                                 | {\displaystyle {\sqrt {8}}(3\rho ^{3}-2\rho )\sin \theta }       | Coma vertical                                      |
| {\displaystyle Z_{3}^{1}}  | 8                                   | 8                               | 3                                | +1                                 | {\displaystyle {\sqrt {8}}(3\rho ^{3}-2\rho )\cos \theta }       | Coma horizontal                                    |
| {\displaystyle Z_{3}^{3}}  | 9                                   | 10                              | 3                                | +3                                 | {\displaystyle {\sqrt {8}}\rho ^{3}\cos 3\theta }                | Lobulado oblicuo                                   |
| {\displaystyle Z_{4}^{-4}} | 10                                  | 15                              | 4                                | −4                                 | {\displaystyle {\sqrt {10}}\rho ^{4}\sin 4\theta }               | Cuatrilobulado oblicuo                             |
| {\displaystyle Z_{4}^{-2}} | 11                                  | 13                              | 4                                | −2                                 | {\displaystyle {\sqrt {10}}(4\rho ^{4}-3\rho ^{2})\sin 2\theta } | Astigmatismo secundario oblicuo                    |
| {\displaystyle Z_{4}^{0}}  | 12                                  | 11                              | 4                                | 0                                  | {\displaystyle {\sqrt {5}}(6\rho ^{4}-6\rho ^{2}+1)}             | Esférica primaria                                  |
| {\displaystyle Z_{4}^{2}}  | 13                                  | 12                              | 4                                | +2                                 | {\displaystyle {\sqrt {10}}(4\rho ^{4}-3\rho ^{2})\cos 2\theta } | Astigmatismo vertical secundario                   |
| {\displaystyle Z_{4}^{4}}  | 14                                  | 14                              | 4                                | +4                                 | {\displaystyle {\sqrt {10}}\rho ^{4}\cos 4\theta }               | Cuatrilobulado vertical                            |

## Aplicaciones
Los polinomios de Zernike son una base definida sobre un área de soporte circular, típicamente los planos de las pupilas en imágenes ópticas clásicas en longitudes de onda visibles e infrarrojas, a través de sistemas de lentes y espejos de diámetro finito. Su principal ventaja procede de las propiedades analíticas simples heredadas de la sencillez de las funciones radiales y de la factorización en funciones radiales y acimutales; esto lleva, por ejemplo, a expresiones de forma cerrada de la transformada de Fourier bidimensional en términos de funciones de Bessel. Su desventaja, en particular si están involucrados n términos, es la distribución desigual de las líneas nodales sobre el disco unidad, lo que introduce efectos de resonancia cerca del perímetro {\displaystyle \rho \approx 1}, que a menudo conducen a la necesidad de definir otras funciones ortogonales sobre el disco circular.
En la fabricación óptica de precisión, los polinomios de Zernike se utilizan para caracterizar los errores de orden superior observados en los análisis interferométricos.
En optometría y oftalmología, los polinomios de Zernike se usan para describir aberraciones de la córnea o del cristalino desde una forma esférica ideal, que da como resultado ametropías.
Se usan comúnmente en óptica adaptativa, donde se pueden emplear para calibrar la distorsión atmosférica. Las aplicaciones habituales para esta propiedad se encuentran en la astronomía visual o infrarroja y en tratamiento de imágenes satelitales.
Otra aplicación de los polinomios de Zernike se encuentra en la teoría extendida de Nijboer-Zernike sobre difracción y aberraciones ópticas.
Los polinomios de Zernike también se usan ampliamente como funciones de base de momentos de imagen. Como los polinomios de Zernike son ortogonales entre sí, los momentos de Zernike pueden representar las propiedades de una imagen sin redundancia ni superposición de información entre los distintos modos. Aunque los momentos de Zernike dependen significativamente del escalado y de la tranlación del objeto en una región de interés, sus magnitudes son independientes del ángulo de rotación del objeto. Por lo tanto, pueden utilizarse para extraer propiedades de imágenes que describen la forma características de un objeto. Por ejemplo, los momentos de Zernike se utilizan como descriptores de forma para clasificar e identificar cánceres de mama benigno y maligno en imágenes digitalizadas o la superficie de discos vibratorios. Los momentos de Zernike también se han usado para cuantificar la forma de las líneas celulares de cáncer de osteosarcoma en el nivel de una sola célula.

## Dimensiones más altas
El concepto se traduce a dimensiones mayores D si los multinomios {\displaystyle x_{1}^{i}x_{2}^{j}\cdots x_{D}^{k}} en coordenadas cartesianas se convierten en coordenadas hiperesféricas, {\displaystyle \rho ^{s},s\leq D}, multiplicadas por un producto de polinomios de Jacobi de las variables angulares. Por ejemplo, en la dimensión {\displaystyle D=3}, las variables angulares son armónicos esféricos. Combinaciones lineales de las potencias {\displaystyle \rho ^{s}} definen una base ortogonal {\displaystyle R_{n}^{(l)}(\rho )} que satisface
{\displaystyle \int _{0}^{1}\rho ^{D-1}R_{n}^{(l)}(\rho )R_{n'}^{(l)}(\rho )d\rho =\delta _{n,n'}}.
(Téngase en cuenta que un factor {\displaystyle {\sqrt {2n+D}}} se absorbe aquí en la definición de R, mientras que en {\displaystyle D=2} la normalización se elige de forma ligeramente diferente. Esto es en gran medida una cuestión arbitraria, dependiendo de si se desea mantener un conjunto entero de coeficientes o se prefieren fórmulas más estrictas si está involucrada la ortogonalización). La representación explícita es
{\displaystyle {\begin{aligned}R_{n}^{(l)}(\rho )&={\sqrt {2n+D}}\sum _{s=0}^{\tfrac {n-l}{2}}(-1)^{s}{{\tfrac {n-l}{2}} \choose s}{n-s-1+{\tfrac {D}{2}} \choose {\tfrac {n-l}{2}}}\rho ^{n-2s}\\&=(-1)^{\tfrac {n-l}{2}}{\sqrt {2n+D}}\sum _{s=0}^{\tfrac {n-l}{2}}(-1)^{s}{{\tfrac {n-l}{2}} \choose s}{s-1+{\tfrac {n+l+D}{2}} \choose {\tfrac {n-l}{2}}}\rho ^{2s+l}\\&=(-1)^{\tfrac {n-l}{2}}{\sqrt {2n+D}}{{\tfrac {n+l+D}{2}}-1 \choose {\tfrac {n-l}{2}}}\rho ^{l}\ {}_{2}F_{1}\left(-{\tfrac {n-l}{2}},{\tfrac {n+l+D}{2}};l+{\tfrac {D}{2}};\rho ^{2}\right)\end{aligned}}}
incluso para {\displaystyle n-l\geq 0}, o de lo contrario, idéntico a cero.